# La Longine
La Longine est une commune française située dans le département de la Haute-Saône, la région culturelle et historique de Franche-Comté et la région administrative Bourgogne-Franche-Comté. 
Elle est constituée d'un bourg central et de 15 écarts ou hameaux : Bussomagny, Claude Lemaire, Devant Roncey, En Blaisot, Ez-No, la Croslière, la Grange, la Nouotte, la Roche au Pic, le Fays, le Pont de la Scie, les Gouttes, les Grandes Fontaines, les Roches et Neupré.

## Géographie

### Hydrographie
Le Breuchin au sud-est de la commune coule d'est en ouest et reçoit plusieurs ruisseaux venus du nord.

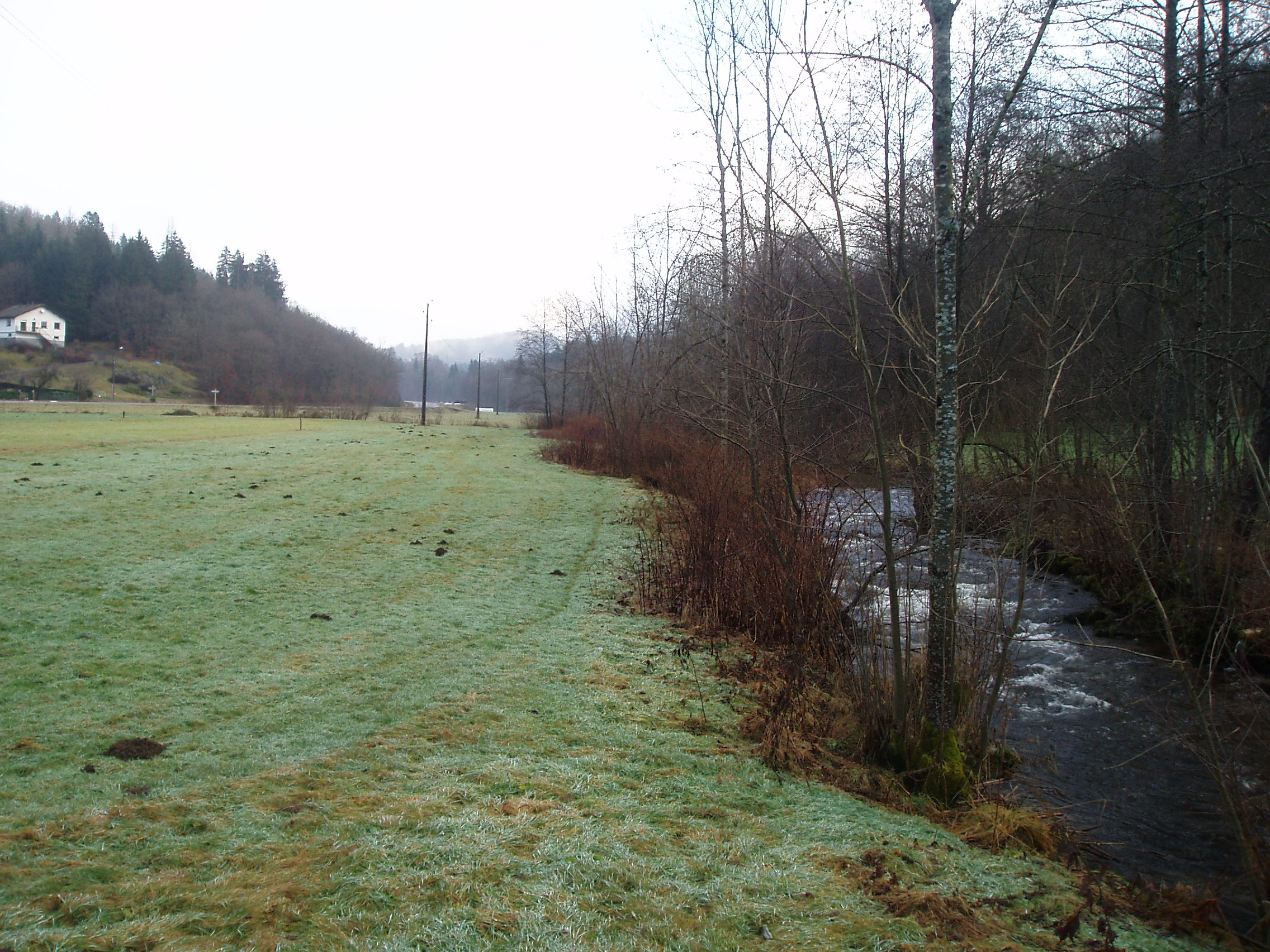
Le Breuchin à La Longine.

### Géologie
Dépôts glaciaires.
Alluvions modernes dans le cours de la rivière et à l'emplacement du village ; tourbières, grès bigarré à l'emplacement des bois au nord-ouest et à l'ouest. Roches éruptives granulite au nord, à l'emplacement du hameau de Croslière, granite à amphibole des ballons au sud-est sur les pentes de la vallée ; granite gris porphyroïde sur le reste[réf. nécessaire].

### Climat
Pour des articles plus généraux, voir Climat de la Bourgogne-Franche-Comté et Climat de la Haute-Saône.
En 2010, le climat de la commune est de type climat de montagne, selon une étude du Centre national de la recherche scientifique s'appuyant sur une série de données couvrant la période 1971-2000. En 2020, Météo-France publie une typologie des climats de la France métropolitaine dans laquelle la commune est exposée à un climat semi-continental et est dans une zone de transition entre les régions climatiques « Lorraine, plateau de Langres, Morvan » et « Vosges ». 
Pour la période 1971-2000, la température annuelle moyenne est de 9,3 °C, avec une amplitude thermique annuelle de 17,6 °C. Le cumul annuel moyen de précipitations est de 1 844 mm, avec 13,3 jours de précipitations en janvier et 10,9 jours en juillet. Pour la période 1991-2020, la température moyenne annuelle observée sur la station météorologique de Météo-France la plus proche, « Val-D Ajol », sur la commune du Val-d'Ajol à 9 km à vol d'oiseau, est de 10,5 °C et le cumul annuel moyen de précipitations est de 1 575,5 mm. 
La température maximale relevée sur cette station est de 40 °C, atteinte le 25 juillet 2019 ; la température minimale est de −18,5 °C, atteinte le 20 décembre 2009,,. 
Les paramètres climatiques de la commune ont été estimés pour le milieu du siècle (2041-2070) selon différents scénarios d'émission de gaz à effet de serre à partir des nouvelles projections climatiques de référence DRIAS-2020. Ils sont consultables sur un site dédié publié par Météo-France en novembre 2022.

## Urbanisme

### Typologie
Au 1er janvier 2024, La Longine est catégorisée commune rurale à habitat dispersé, selon la nouvelle grille communale de densité à sept niveaux définie par l'Insee en 2022.
Elle est située hors unité urbaine. Par ailleurs la commune fait partie de l'aire d'attraction de Luxeuil-les-Bains, dont elle est une commune de la couronne,. Cette aire, qui regroupe 41 communes, est catégorisée dans les aires de moins de 50 000 habitants,.

### Occupation des sols
L'occupation des sols de la commune, telle qu'elle ressort de la base de données européenne d’occupation biophysique des sols Corine Land Cover (CLC), est marquée par l'importance des forêts et milieux semi-naturels (63,8 % en 2018), une proportion identique à celle de 1990 (63,8 %). La répartition détaillée en 2018 est la suivante : 
forêts (63,8 %), zones agricoles hétérogènes (22 %), prairies (14,2 %). L'évolution de l’occupation des sols de la commune et de ses infrastructures peut être observée sur les différentes représentations cartographiques du territoire : la carte de Cassini (XVIIIe siècle), la carte d'état-major (1820-1866) et les cartes ou photos aériennes de l'IGN pour la période actuelle (1950 à aujourd'hui).

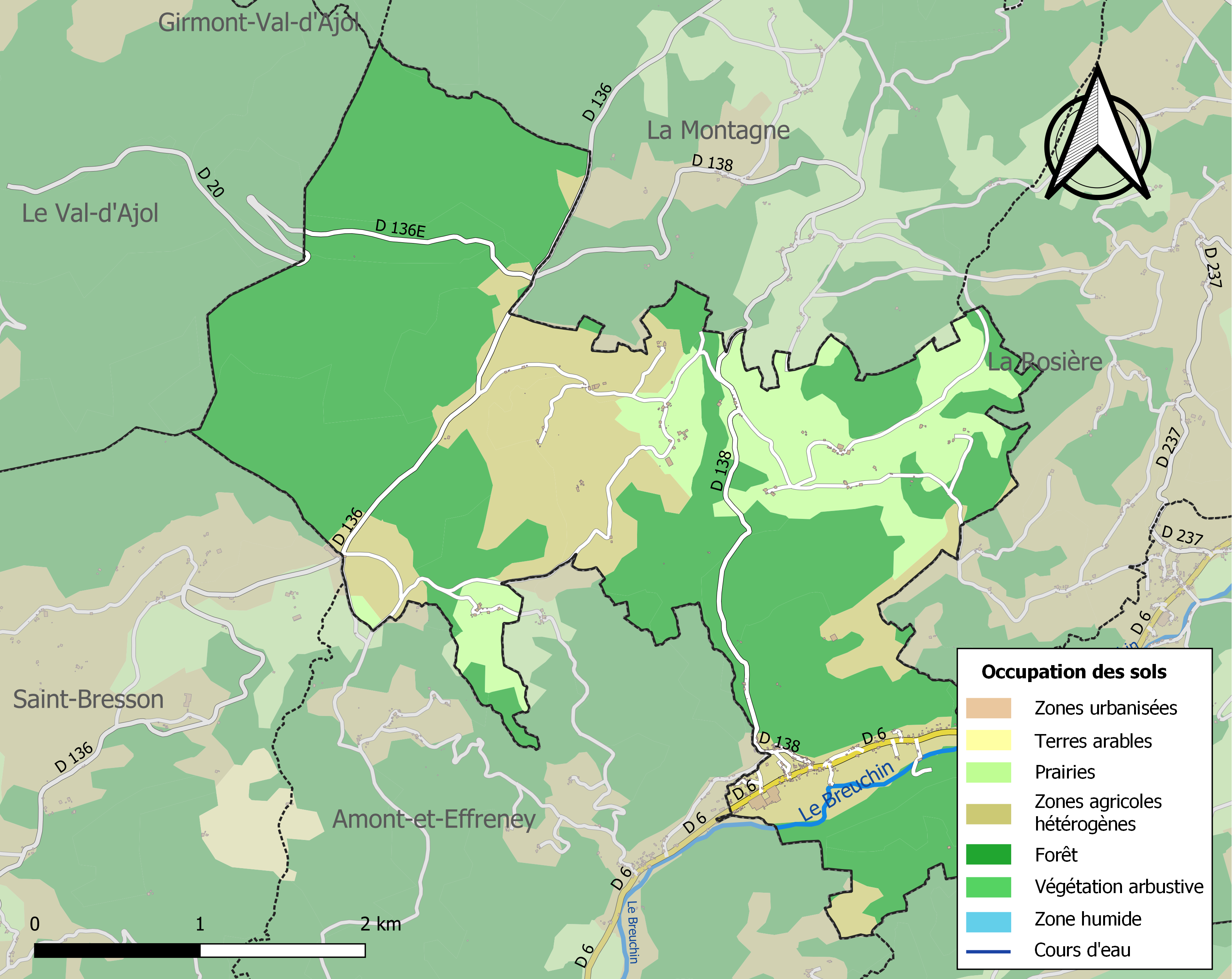
Carte des infrastructures et de l'occupation des sols de la commune en 2018 (CLC).

## Histoire
À côté des activités agricoles traditionnelles, la commune a dû sa prospérité au tissage et à la filature qui avait été établie au milieu du siècle dernier.
Trois centrales hydroélectriques implantées progressivement à la fin du XIXe siècle alimentées par des conduites forcées depuis le ruisseau de la Croislière, affluent du Breuchin et dont les turbines datent des années 1930 alimentaient le village avant son raccordement au réseau d'EDF jusqu'en 1985. Les installations ont été remises en service après rénovation et changement des turbines en 2013 et produisent en moyenne 1 500 000 kWh par an,.

## Politique et administration

Carte départementale représentant en rouge la Communauté de communes des 1000 étangs.

### Rattachements administratifs et électoraux
La commune fait partie de l'arrondissement de Lure du département de la Haute-Saône, en région Bourgogne-Franche-Comté. Pour l'élection des députés, elle dépend de la deuxième circonscription de la Haute-Saône.
La commune faisait partie depuis 1793 du canton de Faucogney-et-la-Mer. Dans le cadre du redécoupage cantonal de 2014 en France, la commune fait désormais partie du canton de Mélisey.

### Intercommunalité
La commune fait partie de la communauté de communes des mille étangs créée fin 2002.

### Liste des maires

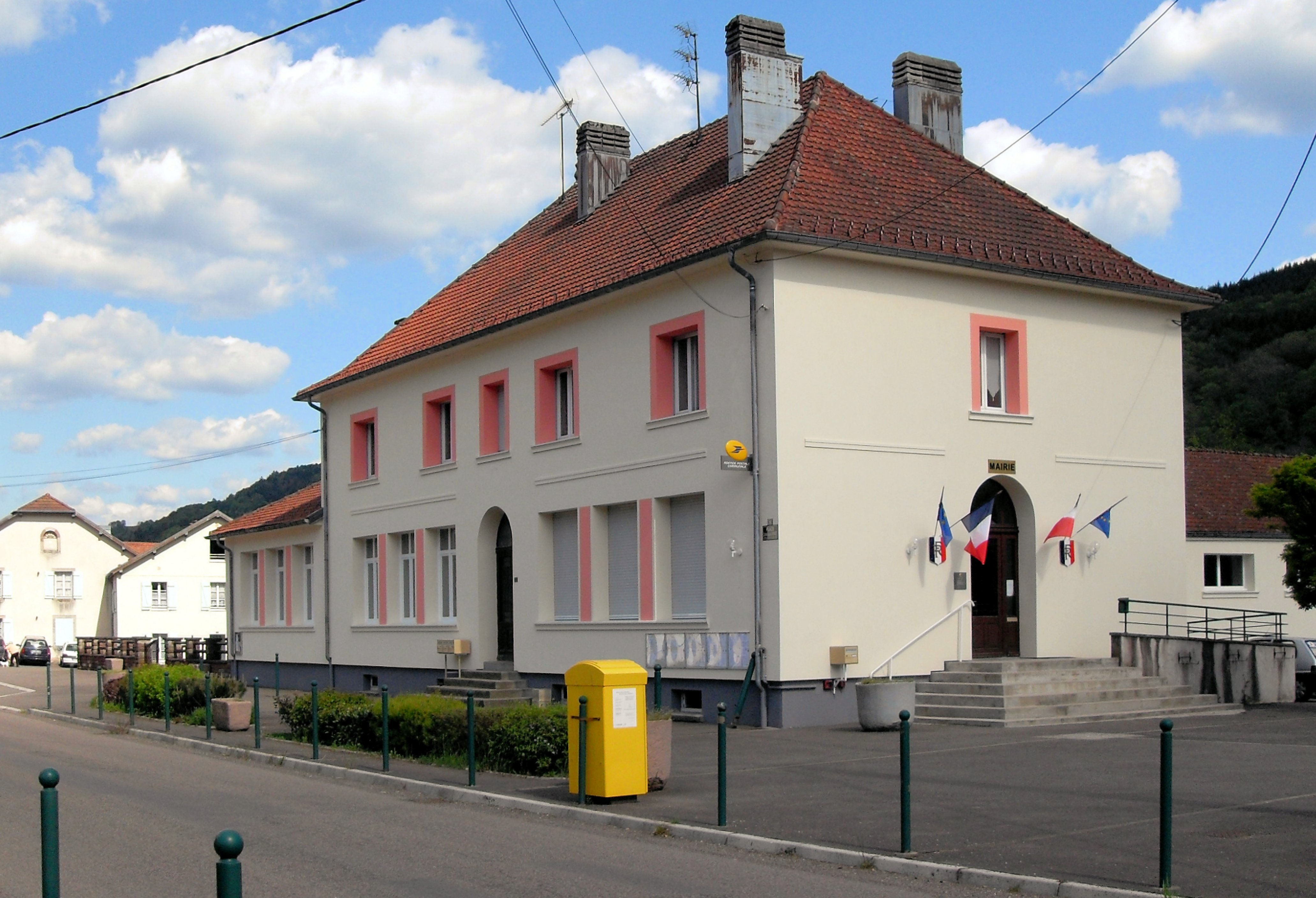
Mairie de La Longine.

| Période                                  | Période                      | Identité         | Étiquette | Qualité               |
| ---------------------------------------- | ---------------------------- | ---------------- | --------- | --------------------- |
| Les données manquantes sont à compléter. |                              |                  |           |                       |
|                                          | 1983                         | Carlos Dorget    | Rad.Soc.  | Industriel de tissage |
| 1983                                     | 1995                         | Michel Raimbault | DvD       | Directeur d'usine     |
| Les données manquantes sont à compléter. |                              |                  |           |                       |
| 1995                                     | 2001                         | Joelle Abscheidt |           | Dentiste              |
| 2001                                     | réélu en 2008, 2014 et 2020, | Jean-Luc Jeudy   | S.E.      | Exploitant agricole   |

## Démographie
L'évolution du nombre d'habitants est connue à travers les recensements de la population effectués dans la commune depuis 1793. Pour les communes de moins de 10 000 habitants, une enquête de recensement portant sur toute la population est réalisée tous les cinq ans, les populations de référence des années intermédiaires étant quant à elles estimées par interpolation ou extrapolation. Pour la commune, le premier recensement exhaustif entrant dans le cadre du nouveau dispositif a été réalisé en 2006.

En 2022, la commune comptait 196 habitants, en évolution de −13,66 % par rapport à 2016 (Haute-Saône : −1,4 %, France hors Mayotte : +2,11 %).
| 1793 | 1800 | 1806 | 1821 | 1831 | 1836 | 1841 | 1846 | 1851 |
| ---- | ---- | ---- | ---- | ---- | ---- | ---- | ---- | ---- |
| 630  | 604  | 615  | 699  | 679  | 733  | 772  | 744  | 744  |

| 1856 | 1861 | 1866 | 1872 | 1876 | 1881 | 1886 | 1891 | 1896 |
| ---- | ---- | ---- | ---- | ---- | ---- | ---- | ---- | ---- |
| 660  | 744  | 664  | 760  | 748  | 689  | 616  | 639  | 624  |

| 1901 | 1906 | 1911 | 1921 | 1926 | 1931 | 1936 | 1946 | 1954 |
| ---- | ---- | ---- | ---- | ---- | ---- | ---- | ---- | ---- |
| 643  | 671  | 694  | 677  | 690  | 699  | 710  | 695  | 763  |

| 1962 | 1968 | 1975 | 1982 | 1990 | 1999 | 2006 | 2011 | 2016 |
| ---- | ---- | ---- | ---- | ---- | ---- | ---- | ---- | ---- |
| 718  | 673  | 665  | 569  | 340  | 278  | 256  | 240  | 227  |

| 2021 | 2022 | - | - | - | - | - | - | - |
| ---- | ---- | - | - | - | - | - | - | - |
| 205  | 196  | - | - | - | - | - | - | - |

## Économie
Depuis le milieu du XIXe siècle jusqu'en 1987, la principale activité industrielle était dans le tissage qui profitait d'un moulin à eau.
La dernière entreprise a fermé en 1987, remplacée par la fabrication de meubles et de tiges filetées.
L'économie de la commune est essentiellement agricole.

## Culture locale et patrimoine

### Lieux et monuments

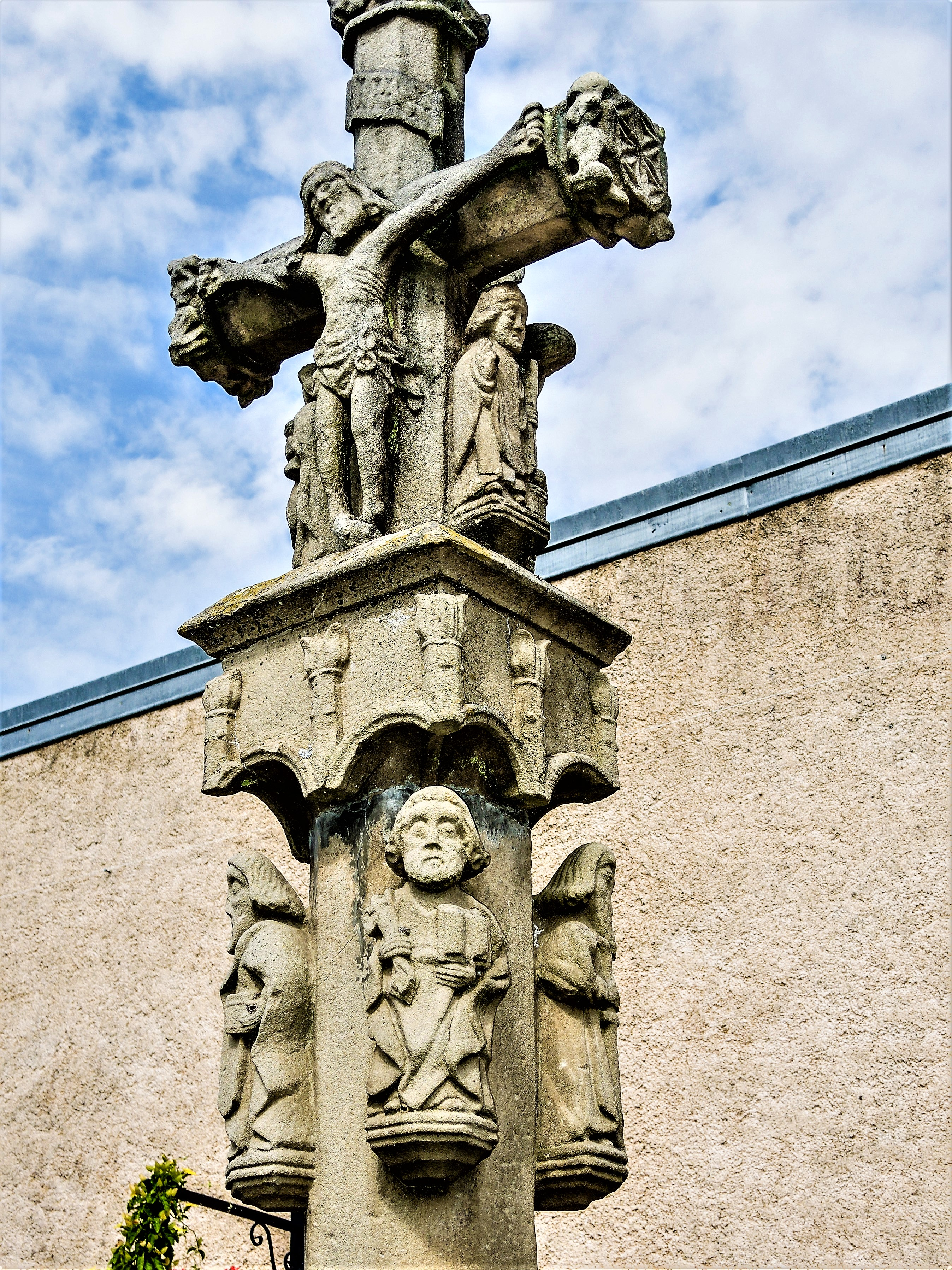
Croix monumentale à La Longine

- Croix monumentale à La LongineAu centre du village se trouve une croix monumentale du XVIe siècle classée à l'inventaire des Monuments Historiques depuis 1993 ; sur le fût supportant le crucifix et la vierge, entourés de saints, sont sculptées quatre statues d'apôtres[25]: Saint Pierre tenant les clefs et le livre, Saint André avec sa croix, Saint Jacques en pèlerin tenant son pommeau et Saint Paul avec une épée.
- À la Longine-le-Haut, calvaire sculpté d'un ostensoir (I.F. Daval 1724).
- Nombreuses vallées quelquefois très encaissées.
- Anciennes installations industrielles[26].
- La chapelle de la Longine, rachetée en 2013 par la commune à l'archevêché afin de la rénover[27]
- Le Fahys au sud-est.

### Personnalités liées à la commune
- Jules Dorget, né le 24 octobre 1831 à Norroy-sur-Vair (Vosges) de Quentin Dorget, vigneron et Agnès Pillot, couturière, mort le 15 septembre 1897 à La Longine, fondateur des Tissages Dorget en 1865.
- Carlos Dorget, né en 1865, décédé subitement à La Longine le 30 mai 1934. Officier de la Légion d'honneur en 1927.
- Carlos Louis Dorget, ancien maire et directeur des filatures et tissages Dorget, décédé le 3 mars 1987, inhumé à Bascous (Gers).
- Marie-Olivier Galmiche (1882 - 1969), intendant général de 1re classe[28],[29],[30].

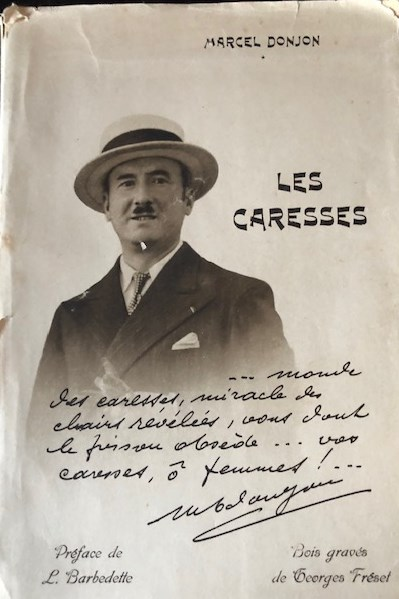
Marcel DONJON

- Marcel Donjon, né le 9 octobre 1891 à Esboz-Brest (Haute-Saône) et mort le 8 avril 1960 à Luxeuil-les-Bains (Haute-Saône).Marcel DONJON Normalien de l'EN de Vesoul en Haute-Saône, il fait toute sa carrière en Haute-Saône (à l'exception de la période de la Seconde Guerre Mondiale où il enseignera en Auvergne) et pour la plus grande part à La Longine. Parallèlement, il écrit plusieurs livres : deux romans "Geneviève Desforêts, Institutrice de Village"[31], et "Le Grand Faraud", édités en 1924 et 1925 par "Les cahiers du sud", éditeur à Marseille, "Les Baisers, fantaisies et tableautins", édité en 1927 à compte d'auteur, et "Les Caresses", édité en 1937 à compte d'auteur ; ces deux derniers livres sont illustrés par Georges Fréset (1894-1975). Passionné d'histoire, Marcel Donjon donne des articles aux revues régionalistes et écrit "De Luxovium à Luxeuil-les-Bains, la Cité aux vingt siècles d'histoire" publié en 1948 puis 1956 (Imprimerie P. Valot de Luxeuil-les-Bains), préfacé et illustré par Jules Adler (1865-1952). Enfin il rénove avec Louis Coffe le Musée Archéologique de Luxeuil-les-Bains devenu depuis le Musée de la Tour des Echevins. La ville de Luxeuil-les-Bains a donné le nom Marcel Donjon à l'une de ses rues[32].
- Michel Raimbault, né le 14 avril 1929 à Château-Gontier dans la Mayenne. Après des études d'ingénieur de 1947 à 1949 à l'Ecole de filature d'Epinal (Vosges), 2 postes de Directeur d'usine de tissage aux Ets Germain à Ventron (Vosges) et aux Ets Zeller à Oberbruck (Haut-Rhin), il occupe à partir de 1954 et jusqu'à sa retraite, le poste de Directeur des usines de tissage et filage DORGET à La Longine (Haute-Saône). Parallèlement, il sera élu Maire de la Commune de La Longine de 1983 à 1995[33].